# Burundi en los Juegos Olímpicos de París 2024
Burundi estuvo representado en los Juegos Olímpicos de París 2024 por siete deportistas, cuatro hombres y tres mujeres, que compitieron en tres deportes.
Los portadores de la bandera en la ceremonia de apertura fueron el nadador Belly-Cresus Ganira y la judoka Ange Ciella Niragira. El equipo olímpico burundés no obtuvo ninguna medalla en estos Juegos.